# Mikroregion Passos

Mikroregion Passos

Mikroregion Passos – mikroregion w brazylijskim stanie Minas Gerais należący do mezoregionu Sul e Sudoeste de Minas.

## Gminy
- Alpinópolis
- Bom Jesus da Penha
- Capetinga
- Capitólio
- Cássia
- Claraval
- Delfinópolis
- Fortaleza de Minas
- Ibiraci
- Itaú de Minas
- Passos
- Pratápolis
- São João Batista do Glória
- São José da Barra